# راک‌ویل (کالیفرنیا)
راک‌ویل (به انگلیسی: Rockville) یک منطقهٔ مسکونی در ایالات متحده آمریکا است که در شهرستان سولانو، کالیفرنیا واقع شده‌است. راک‌ویل ۱۳۰ نفر جمعیت دارد.